# Jättepingviner
Jättepingviner[källa behövs] (Aptenodytes) är ett släkte i familjen pingviner. Det vetenskapliga namnet Aptenodytes, härstammar från grekiska och betyder ungefär "dykare som saknar vingar".[källa behövs]
Släktets två idag levande arter har svart rygg och vingar, vit buk och vid halsen och kinderna finns gul-orange mönstringar.
Trots att de ibland anses som typiska pingviner skiljer de sig från de flesta andra arter i familjen. De är betydligt större och  använder inget bo när de ruvar. Jättepingviner har istället ett hudveck mellan benen där de placerar sina ägg – en anatomisk detalj som inte finns hos någon annan pingvin.[källa behövs]
Till släktet förs kejsarpingvinen (Aptenodytes forsteri), den något mindre kungspingvinen (Aptenodytes patagonicus) samt den utdöd arten Aptenodytes ridgeni.